# Mont Cook (Muntanyes Saint Elias)
El Mount Cook, o Boundary Peak 182, és una muntanya de 4.196 metres de les Muntanyes Saint Elias, que es troba a la frontera entre el territori del Yukon i Alaska. Es troba a uns 24 quilòmetres al sud-oest del Mont Vancouver i a uns 56 quilòmetres a l'est-sud-est del Mont Saint Elias. La frontera separa la Reserva i Parc Nacional de Kluane, al territori del Yukon, del Parc i Reserva Nacional Wrangell-Sant Elies, a Alaska.
Com molts dels cims de les Muntanyes Sant Elies, el Mont Cook és un pic amb un gran desnivell sobre la base. Així, per exemple, la cara sud-oest supera més de 3.000 metres fins a la glacera Marvine en poc més de 6,4 km. També es troba molt a prop del mar, ja que la badia Disenchantment és a menys de 30 km del cim.
El Mont Cook fou escalat per primera vegada el 1953. La seva llunyania, mal temps per la proximitat al mar i el fet de no ser un dels cims principals de la serralada fan que hagi estat escalat en comptades ocasions. De fet, l'American Alpine Journal sols recull quatre ascensions al cim.